# Ander Herrera
Artikeln följer den spanska namnseden; faderns efternamn är Herrera och moderns efternamn Agüera.
Ander Herrera Agüera, född 14 augusti 1989 i Bilbao, är en spansk fotbollsspelare (mittfältare) som spelar för Athletic Bilbao. Han tidigare representerat Zaragoza, Manchester United och Paris-Saint Germain. Herrera representerade Spaniens landslag mellan 2016 och 2017. Herrera spelar som central mittfältare, och kan spela både defensivt och offensivt.

## Karriär

### Real Zaragoza
Herrera föddes i Bilbao i regionen Baskien och inledde sin seniorkarriär i klubben Zaragoza i spanska andraligan under säsongen 2008/2009. Han gjorde sitt första mål den 2 maj 2009 mot CD Tenerife. Han skulle snabbt etablera sig som en startspelare i laget och spelade sammanlagt 30 matcher under sin debutsäsong i La Liga säsongen 2009/10. Han fick sitt stora genombrott under nästföljande säsong och värvades efter säsongen 2010/11 till Athletic Bilbao.

### Athletic Bilbao
Herrera debuterade för Athletic Bilbao den 18 augusti 2011, där han spelade samtliga 90 minuter i en 0-0-match mot turkiska Trabzonspor i UEFA Europa League 2011/2012. Han spelade 54 tävlingsmatcher under hans första säsong med den baskiska klubben som gick till final i både Copa del Rey och Europa League. I hans tredje och avslutade säsong i klubben spelade han 33 ligamatcher när klubben kvalificerade sig till UEFA Champions League för första gången på 16 år.

### Manchester United
Herrera anslöt från Athletic Bilbao till Manchester United den 26 juni 2014 efter att hans utköpsklausul aktiverats. Herrera gjorde sin debut för klubben i premiärmatchen i Premier League den 16 augusti i en 2-1–förlust hemma mot Swansea. Han spelade fem säsonger för klubben och gjorde 12 mål på 132 matcher i Premier League.

### Paris-Saint Germain
Den 4 juli 2019 värvades Herrera av Paris Saint-Germain, där han skrev på ett femårskontrakt. Den 27 augusti 2022 återvände Herrera till Athletic Bilbao på ett säsongslån med option för köp.

### Återkomst till Athletic Bilbao
Herrera värvades tillbaka permanent till Athletic Bilbao den 31 januari 2023.